# Castelul Haller din Gârbou
Castelul Haller (cunoscut local și sub numele de Burgul) este o construcție tip conac din localitatea Gârbou, județul Sălaj. Aceasta este înscrisă pe lista monumentelor istorice din județul Sălaj, elaborată de Ministerul Culturii și Patrimoniului Național din România în anul 2010. În vatra satului Gârbou au fost descoperite vestigiile unei așezări romane fortificate din secolul I d. Hr., probabil un castru roman, fortificații ce au stat la baza construirii castelului familiei Haller. Castelul din Gârbou datează din 1776, fiind ridicat de către János Haller, biserica cu turn de piatră romano-catolică sau capela de curte a castelului fiind construită în 1783.
Din fostul ansamblu arhitectonic de stil baroc supraviețuiesc astăzi, parțial, poarta, o fântână franceză și biserica, toate aflate într-o avansată stare de degradare.

## Istoric
Castelul, conform unei inscripții care se mai vede pe ruinele porții, a fost ridicat de către contele János Haller în anul 1766 și reprezenta un valoros complex arhitectonic de stil baroc compus din pavilion rezidențial, biserică, poartă, fântână și ziduri de apărare. Evoluția domeniului Haller din Gârbou a fost strâns legată de cea a domeniului aparținând baronului Miklós Wesselényi din Jibou, denumit și „bourul din Jibou”. Între cei doi a existat o permanentă concurență, atât în plan politic și militar, cât și în plan sentimental. O antecesoare a fostului vicepreședinte al SUA, Al Gore, s-a căsătorit cu contele Haller de Sânpaul, cel care construise castelul de la Gârbou.
Pe 16 octombrie 1781 aristocratul Miklós Wesselényi a atacat castelul cu o armată formată din 540 de dărăbani și iobagi. Acțiunea războinică n-a avut cauze politice, ci mai degrabă sentimentale. Curând după acest eveniment, împăratul Iosif al II-Iea de Habsburg, care fusese și el agasat de marele senior din Jibou, l-a închis în temniță pe Wesselényi. După aceste episoade mai mult sau mai puțin sângeroase, castelul a avut o evoluție pașnică vreme de peste 100 de ani. Clădirile au fost distruse în 1944, iar materialele de construcții au fost furate de localnici. Ruinarea ansamblului arhitectural baroc a început, cel mai probabil, încă din anii 1970, după abandonarea sa de către autoritățile comuniste, ce l-au folosit o perioadă îndelungată ca sediu de CAP și depozit de cereale și fructe.